# Athous corsicus
Athous corsicus là một loài bọ cánh cứng trong họ Elateridae. Loài này được Reiche miêu tả khoa học năm 1861.